# Kéfísos
Kéfísos (latinsky Cephisus) je v řecké mytologii bůh stejnojmenné řeky v Bojótii.
Kéfísos a nymfa Leiriopé zplodili syna Narkissa, krásného mladíka, kterého jeho samolibost a obdiv k vlastní osobě přivedl až k smrti. Utonul v lesní studánce, když pozoroval svůj obraz na vodní hladině. Jeho tělo nebylo nalezeno, byl proměněn v žlutý květ narcisu.